# Заріччя (Логойський район)
Заріччя — (біл. вёска Заречье), село (веска) в складі Логойського району розташоване в Мінській області Білорусі, адміністративний центр Заріченської сільської ради.
Село Заріччя розташоване в центральних районах Білорусі, у північній частині Мінської області - орієнтовне розташування [Архівовано 25 серпня 2011 у WebCite].